# Bart Veldkamp
Bart Veldkamp (* 22. listopadu 1967 Haag, Jižní Holandsko) je bývalý nizozemský a belgický rychlobruslař.
Mezinárodní debut v nizozemských barvách absolvoval na podzim 1988 na závodech Světového poháru, na Mistrovství světa ve víceboji 1989 byl desátý. Prvních velkých úspěchů dosáhl v následující sezóně 1989/1990, kdy poprvé zvítězil v celkovém hodnocení Světového poháru na dlouhých tratích, vyhrál Mistrovství Evropy a na světovém vícebojařském šampionátu vybojoval bronzovou medaili, kterou o rok později obhájil. Toho roku také získal bronz na kontinentálním mistrovství. Na Zimních olympijských hrách 1992 si dobruslil pro zlatou medaili na trati 10 000 m, v závodech na 5000 m a 1500 m byl shodně pátý. V sezóně 1992/1993 podruhé celkové triumfoval ve Světovém poháru na dlouhých tratích a skončil čtvrtý na Mistrovství Evropy i světa ve víceboji. Zúčastnil se zimní olympiády 1994, kde získal bronz na nejdelší desetikilometrové distanci, na poloviční trati byl pátý. Vzhledem k množství nizozemských rychlobruslařů, kteří chtěli reprezentovat svoji zemi, a tedy vzhledem k náročným kvalifikacím na velké světové akce, se Veldkamp v roce 1995 rozhodl obléknout belgický dres. Jako reprezentant Belgie poté působil až do konce své sportovní kariéry. Ve druhé polovině 90. let se na světových i evropských šampionátech často umisťoval těsně pod stupni vítězů, k jeho největším úspěchů té doby patří stříbrné medaile ze závodu na 10 km na MS 1996 a ze závodu na 5 km na MS 1999 a bronzová medaile ze závodu na 5 km na MS 1998. Ze ZOH 1998 si přivezl bronz (5000 m), na dalších distancích byl čtvrtý (10 000 m) a sedmnáctý (1500 m). V sezóně 1998/1999 zvítězil v celkovém pořadí Světového poháru na dlouhých tratích. Poslední cenné kovy získal v roce 2001, kdy byl druhý na Mistrovství Evropy a třetí na Mistrovství světa ve víceboji; na Zimních olympijských hrách 2002 skončil osmý (5000 m) a devátý (10 000 m). V dalších letech se, až na výjimky, umisťoval na šampionátech ve druhé desítce. V samotném závěru své sportovní kariéry startoval na zimní olympiádě 2006 (5000 m – 13. místo, 10 000 m – 14. místo).